# 南利伯蒂鎮區 (北卡羅萊納州亞德金縣)
南利伯蒂鎮區（英語：South Liberty Township）是位於美國北卡羅萊納州亞德金縣的一個鎮區。

## 地方資料
南利伯蒂鎮區的面積為85.20平方千米，當中陸地面積為84.95平方千米，而水域面積為0.25平方千米。根據2020年美國人口普查的數據，當地共有人口3118人，而人口密度為每平方千米36.6人。